# دعاء الجوشن الكبير
دعاء الجوشن الكبير، أحد الأدعية للشيعة، المذكور في كتابي البلد الاَمين والمصباح للكفعمي. يعتقد الشيعة أن هذا الدعاء منقول عَنِ علي بن الحسين بن علي بن أبي طالب عن أبيه عَنْ جدّه عن النبيّ محمد. وَقد هبط به جبرئيل على النبيّ وهُو في بعْضِ غزواته وَعَلَيْهِ جَوشن ثقيل المهُ، فقال: يا محمّد ربّك يقرئك السّلام ويقوُل لكَ: اخلع هذا الجوشَنْ واقرأ هذا الدّعآء فهو أمان لكَ ولاَمّتك، ثمّ أطال في ذكر فَضله.
يقرء الشيعة هذا الدعاء في ليالي القدر وهو يتضمن مئة فقرة وفي كل فقرة عشرة أسماء الله وبعد قراءة كل فقرة يقرأ هذه العبارة: سُبْحانَكَ يا لا اِلهَ اِلاّ اَنْتَ الْغَوْثَ الْغَوْثَ خَلِّصْنا مِنَ النّارِ يا رَبِّ.